# Max Dauphin
Max Dauphin   (Ciutat de Luxemburg, 26 d'agost de 1977 - Senhòssa, 6 de setembre de 2024) va ser un pintor luxemburguès que va residir a Dakar.

## Biografia
Com la majoria d'infants, el seu primer contacte amb l'art va tenir lloc al costat del seu pare, un dissenyador gràfic. Durant els seus estudis a Marsella, va fer contactes amb artistes del grafit i es va dedicar a l'art de carrer durant un temps.
Max Dauphin va crear obres d'art figuratives, utilitzant tècniques mixtes i grans formats. Els seus quadres sovint revelen escenes de la vida il·lustrades amb iconografia. L'artista projecta l'atenció de l'espectador cap a personatges atraients, de vegades vivint al caire de la societat. En comparar aquests personatges amb atributs improbables, el seu aparent realisme deixa pas a la imaginació. Dauphin treballava amb un desafiament deliberat, utilitzant una paleta amb materials disponibles en el moment de la creació, amb la combinació de colors i materials destaca l'alegria dels seus personatges.
L'any 2005 va participar en una exposició col·lectiva en el centre cultural francès a Roma i en aquest mateix any va presentar una sèrie de retrats a l'ambaixada de Luxemburg a Itàlia. La primera exposició individual va ser a Saarbrücken l'any 2009. Aquell any es va presentar al concurs internacional de Jocs de la Francofonia a Beirut, en què la seva pintura Medusa's Raft with, va obtenir una menció especial del jurat.